# 赫蒙代爾 (密蘇里州)
赫蒙代爾（英語：Hermondale）是位於美國密蘇里州佩米斯科特縣的非建制地區。

## 歷史
赫蒙代爾的郵局於1919年設立，其後於1955年停運。

## 地理
赫蒙代爾所處的海拔為高於海平面76米（即249英呎），而該地所採用的時區為UTC-6，即北美中部時區（CST）。同時該地設有夏令時間，為UTC-6調快一小時，即UTC-5（CDT）。